# Sittlichkeitsprozesse gegen Ordensangehörige und Priester im Nationalsozialismus
Als Sittlichkeitsprozesse gegen Ordensangehörige und Priester im Nationalsozialismus – gelegentlich „Klosterprozesse“ genannt – werden die etwa 250 ab Mai 1936 an den Landgerichten Koblenz und Bonn geführten Prozesse bezeichnet, in denen katholische Priester und Ordensbrüder als mutmaßliche Täter unter dem Vorwurf der „Unzucht zwischen Männern“ sowie der „Unzucht mit Zöglingen“ vor Gericht standen. Diese Prozesse werden der NS-Propaganda zugeordnet. Das Ziel des NS-Staates war es, die Kirche als Brutstätte des Lasters erscheinen zu lassen. Deshalb  wurden die Prozesse zu Serien verknüpft und jeweils mit einem spektakulären Fall eröffnet. Die deutschen Bischöfe reagierten empört auf die Propaganda, aber gleichzeitig geschockt und selbstkritisch auf das Ausmaß des sexuellen Missbrauchs, der in den Prozessen offenbar wurde.

## Vorgeschichte
Im April 1935 begannen die Ermittlungen zunächst bei den Einrichtungen der Franziskanerbrüder vom Heiligen Kreuz in Waldbreitbach. Die Waldbreitbacher Brüder bildeten eine Laien-Kongregation, die geistesschwache und -kranke Männer betreute und Anstalten für Fürsorgezöglinge, Krankenhäuser und ambulante Krankenpflege unterhielt. In diesem Zusammenhang wurde nach einer Strafanzeige wegen Vergehen nach § 175, „Unzucht zwischen Männern“ ermittelt.
Neben der Staatsanwaltschaft schaltete sich auch die Gestapo mit einem Sonderkommando in das Verfahren ein. Obwohl juristisch nur im Status von „Hilfsbeamten der Staatsanwaltschaft“, war das Sonderkommando personell und materiell der Staatsanwaltschaft weit überlegen, lehnte Weisungen der Staatsanwaltschaft offen ab und sah sich als „Herren des Verfahrens“. Ihren Kompetenzanspruch manifestierte die Gestapo mit einem besonderen Referat für das Sachgebiet Homosexualität im Amt Politische Polizei, verantwortlich war das Sonderdezernat Homosexualität.
Die Ermittlungen wurden im Herbst 1935 im Zuge der sogenannten „Devisenprozesse“, als Gerichte rechtswidrige Geldüberweisungen von Ordensgemeinschaften ins Ausland juristisch ahndeten, auf andere Kongregationen ausgedehnt. In der Folge gingen die Strafverfolgungsbehörden mit dem im Juni 1935 verschärften § 175 auch gegen Diözesanpriester vor. Zudem wurde die Strafverfolgung teilweise nach § 174, Unzucht mit Zöglingen, geführt bzw. Anklage erhoben, da die Betroffenen z. B. Pfleglinge oder Zöglinge in Heimen waren.

## Prozesse
Die Verfahren wurden am Bonner und Koblenzer Landgericht verhandelt. Auftakt zu einer Serie von 35 Verhandlungstagen war die Hauptverhandlung gegen den Waldbreitbacher Pater Leovigild vor dem Landgericht Koblenz am 26. Mai 1936. Die Prozesse wurden während der Olympischen Spiele in Berlin im August 1936 unterbrochen, danach aber wieder aufgenommen. Bis Ende des Jahres 1937 waren allein bei der eigens eingerichteten Sonderstaatsanwaltschaft in Koblenz etwa 2500 Ermittlungsverfahren anhängig oder abgeschlossen. Ein Großteil davon wurde „mangels Beweises, wegen Geringfügigkeit, Verjährung oder einer Sechsmonate-Amnestie von August 1934“ im Vorverfahren erledigt. Wenige juristisch unklare Fälle wurden erst Jahre später abgeschlossen. Im Juli 1937 wurde die Prozessserie abgebrochen. Grund dafür war vermutlich, dass Hitler für außenpolitische Pläne dieser Zeit Ruhe in der Innenpolitik brauchte, denn Ende Juli endete auch die von Joseph Goebbels vorangetriebene Pressekampagne.
Rund 2500 Ermittlungsverfahren führten zu etwa 250 Strafprozessen, wovon 40 mit einem Freispruch oder Einstellungen endeten. 64 geständige Priester und 170 Ordensangehörige wurden zumeist mit Haft zwischen einem und zwei Jahren bestraft. Die Verfahren wurden vor ordentlichen Landgerichten geführt. Die Urteile der Landgerichte aufgrund §§ 174 und 175 scheinen nach Hockerts „durchwegs juristisch vertretbar“ zu sein. Im Hirtenbrief der Fuldaer Bischofsversammlung vom August 1936 „hatte der deutsche Episkopat amtlich und öffentlich klargestellt, daß die Kirche gegen die Koblenzer Prozesse keinen Einspruch erhebe“, zugleich wurde aber die NS-Propaganda, die gegen die katholische Kirche generell vorgehe, zurückgewiesen.
Die hohe Zahl an Verurteilten kam laut Hockerts „durch eine ungewöhnliche Summierung homosexueller Vergehen in wenigen Laienkongregationen zustande“ (im Einzelnen: 54 Waldbreitbach-Hausener Brüder, 46 Kölner Alexianer, 22 Barmherzige Brüder von Montabaur, 16 Neusser Alexianer, 12 Barmherzige Brüder). Die verurteilten Täter wurden in der Regel auch nach dem Kirchenrecht bestraft. Die Kirche schloss 31 Brüder von der Waldbreitbacher Gemeinschaft aus; die Gemeinschaft wurde auf Betreiben des Bischofs von Trier 1937 aufgelöst.
Teilweise wurden Verurteilte nach der Strafverbüßung, Angeschuldigte nach der Entlassung aus der Untersuchungshaft und Freigesprochene von der Gestapo anschließend in Schutzhaft genommen und in Konzentrationslager gebracht.
In der Enzyklika Mit brennender Sorge vom März 1937 verurteilte Papst Pius XI. die „Abweichungen zwischen Glauben und Leben“ einzelner Angehöriger der Kirche, protestierte aber zugleich gegen die einseitige NS-Propaganda anlässlich der Sittlichkeitsprozesse.

## NS-Propaganda
Das Vorgehen der an den Ermittlungen beteiligten Gestapo und die Prozesse selbst wurden von der NS-Presse propagandistisch begleitet und in der Öffentlichkeit detailliert, diffamierend und verallgemeinernd dargestellt. Beispielsweise veröffentlichte der SS-Führer und Düsseldorfer Polizeipräsident Fritz Weitzel eine umfassende Sammlung diverser Hetzartikel aus der Rheinischen Landeszeitung über Ordensleute der Jesuiten, Pallottiner, Franziskaner und andere, die wegen Homosexualität, Devisenverbrechen, Verteilung „marxistischer Hetzschriften“, Sittlichkeitsvergehen, Hochverrats und mehr angeprangert wurden. Das Buch trug den Titel An ihren Taten sollt ihr sie erkennen!, eine Anspielung auf das Bibelwort „An ihren Früchten sollt ihr sie erkennen“ (Mt 7,16,20 ).
Der Höhepunkt der NS-Propaganda war am 28. Mai 1937 die Rede von Joseph Goebbels in der Berliner Deutschlandhalle (Auszug):
```
 
„… Allerdings auf einem ganz anderen Blatt stehen die Sexualprozesse geschrieben, die in diesen Wochen und Monaten in vielen Städten des Reiches gegen eine Unzahl von Mitgliedern des katholischen Klerus geführt werden und fast ausnahmslos für die Angeklagten zu schweren Gefängnis- und Zuchthausstrafen geführt haben.

 Was hat dagegen die katholische Kirche getan? Zunächst hat sie jahrelang von politischer Verfolgung geredet, eingesperrte Geistliche als Märtyrer glorifiziert, obwohl sie wußte, dass es sich dabei zu 95 Prozent um Sittlichkeitsverbrecher handelte.

In jedem Fall hat sie versucht die Verbrecher zu beschützen, die Verbrechen selbst zu verwischen und die Schuldigen entweder in andere Pfarrstellen oder in Klöster einzuweisen. Oder, wenn es brenzlig wurde, sie ins Ausland zu schicken. Unzähligen dieser Verderber unserer Jugend hat man über die Grenze geholfen, um sie dem Arm der Justiz zu entziehen. Andere hat man eine Zeitlang versteckt und sie dann an fremden Orten abermals auf die unschuldige Jugend losgelassen.
 
…“
```

Die Rede wurde von allen Rundfunksendern übertragen und am folgenden Tag unter der Überschrift „Letzte Warnung!“ in allen Zeitungen des Deutschen Reichs gedruckt. Goebbels zeigte sich erfreut und dankbar, dass Hitler „als der berufene Beschützer der deutschen Jugend mit eiserner Strenge gegen die Verderber und Vergifter unserer Volksseele“ vorgehe.
 Als Konsequenz aus dieser in seinen Augen „himmelschreienden bischöflichen Verantwortungslosigkeit“ sprach Goebbels der römisch-katholischen Kirche pauschal das Recht ab, am NS-Regime Kritik zu üben und bei der Jugenderziehung mitzuwirken. Die deutschen Bischöfe waren geschockt von dem Ausmaß des in den Prozessen bekannt gewordenen sexuellen Missbrauchs. Jedoch verschwand das Missbrauchsgeschehen aus dem Gedächtnis der Kirche, aber die Opferrolle blieb bewusst.
Damit wurden von ihm auch zwei wesentliche politische Ziele der nationalsozialistischen Sittlichkeitsprozesse benannt. Durch die Propaganda sollte die katholische Kirche an sich diskreditiert sowie Kleriker und Ordensleute allgemein als „Sittenlose“ und „Verderber der Jugend“ hingestellt werden. Langfristiges Ziel der Nationalsozialisten war überdies, die im Reichskonkordat von 1933 garantierten Konfessionsschulen aufzulösen bzw. die generelle Mitwirkung von Klerikern und Ordensleuten im Erziehungs- bzw. Schulwesen abzuschaffen.